# Bibbia di Tijuana

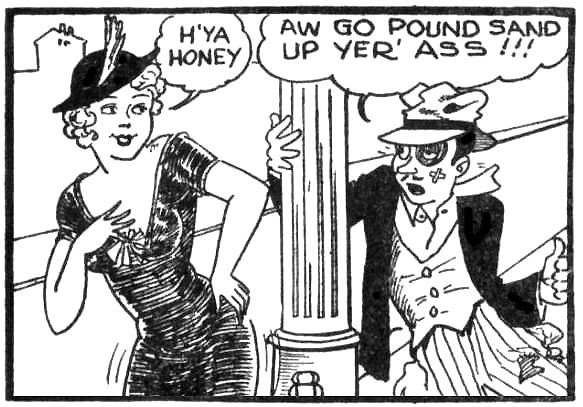
La pagina finale di una bibbia di Tijuana disegnata da "Mr. Prolific". Il personaggio principale (l'uomo) è ripreso dalla striscia a fumetti Chris Crusty, ideata da Bill Conselman e Charles Plumb per un topper che accompagnava le strisce di Ella Cinders. La bibbia in cui appare è intitolata "Chris Crusty VII".

Le bibbie di Tijuana (Tijuana bibles, note anche come eight-pagers, Tillie-and-Mac books, Jiggs-and-Maggie books, Jo-Jo books, bluesies, blue-bibles, gray-backs, two-by-fours e Dirty Little Comics) erano dei fumetti di taglio pornografico delle dimensioni di un palmo (albetti) prodotti negli Stati Uniti d'America dagli anni '20 fino ai primi anni '60.
La popolarità di questo tipo di pubblicazioni raggiunse il culmine durante l'era della Grande depressione.

## Etimologia
Il termine "bibbie di Tijuana" fu notato per la prima volta nella California meridionale alla fine degli anni '40 e si riferisce alla credenza errata che fossero state fabbricate e contrabbandate attraverso il confine da Tijuana, in Messico.
Secondo un racconto, forse apocrifo, i visitatori che trascorrevano la notte negli alberghi più economici di Tijuana trovavano una bibbia di Tijuana sul comodino invece di una bibbia dei Gedeoni, da cui il nome.

## Formato e contenuti
La maggior parte delle bibbie di Tijuana erano parodie oscene di fumetti dai giornali popolari dell'epoca, come "Blondie" ("Blondie e Dagoberto" in Italia), "Barney Google", "Moon Mullins", "Popeye" ("Braccio di Ferro"), "Tillie the Toiler", "The Katzenjammer Kids" ("Bibì e Bibò"), "Dick Tracy", "Mickey e Minnie Mouse" ("Topolino e Minni"), "Little Orphan Annie" e "Bringing Up Father" ("Arcibaldo e Petronilla"). Altre facevano uso di personaggi (caricature) basati su famose star del cinema e stelle dello sport sempre dell'epoca, come Mae West, W. C. Fields, Clark Gable, Joan Crawford, i Fratelli Marx, Stanlio e Ollio, Cary Grant, Jean Harlow, Greta Garbo, Babe Ruth, Lou Gehrig e Joe Louis, spesso con nomi solo leggermente modificati. Prima della seconda guerra mondiale, quasi tutte le storie erano umoristiche e spesso erano versioni a fumetti di famose barzellette sporche che avevano fatto il giro per decenni.
Una tipica bibbia era un fumetto a otto riquadri in un formato tascabile che misurava da 2,5 × 4 pollici (circa 64 × 102 mm), stampata per adattarsi perfettamente al portafoglio di un uomo medio. Veniva stampata a buon mercato con inchiostro nero su carta bianca, certe con copertina a colori, e presentava solitamente otto pagine.
Gli artisti, gli scrittori e gli editori di questi opuscoli sono generalmente sconosciuti, poiché la loro pubblicazione era illegale, clandestina e anonima. La qualità del materiale grafico variava ampiamente. I soggetti sono scappatelle sessuali esplicite di solito con personaggi famosi dei fumetti a strisce dei giornali, stelle del cinema e (raramente) figure politiche, invariabilmente usati senza rispetto per il copyright o per la legge sulla diffamazione e senza permesso. Le bibbie di Tijuana riflettevano spesso gli stereotipi etnici trovati nella cultura popolare dell'epoca, sebbene una bibbia di Tijuana su Adolf Hitler (intitolata "You Nazi Man", traducibile come "Tu, nazista") si concluse con una nota seria con un breve messaggio dell'editore che implorava una maggiore tolleranza in Germania verso gli ebrei.

### Personaggi
Si pensa che Tillie e Mac, personaggi della striscia a fumetti Tillie the Toiler, siano state le prime star delle bibbie di Tijuana, insieme a Jiggs e Maggie (in Italia noti come Arcibaldo e Petronilla) della popolare striscia a fumetti giornalistica Bringing Up Father. L'esempio di Tillie fu presto seguito da Winnie Winkle, Dumb Dora, Dixie Dugan, Fritzi Ritz, Ella Cinders e altri personaggi familiari dei fumetti pubblicati dello stesso stampo. Braccio di Ferro (Popeye) e Blondie erano i personaggi dei fumetti più popolari che apparivano nelle bibbie di Tijuana negli anni '30, a giudicare dal numero delle loro apparizioni. Le prime bibbie sulle celebrità erano basate su scandali sessuali reali pubblicati nei giornali scandalistici dell'epoca, come il caso Peaches e "Daddy" Browning che fece notizia nel 1926 (il corteggiamento pubblico e la successiva vita coniugale legale di un ricco agente immobiliare cinquantenne e una quindicenne futura attrice di vaudeville, finita poi in abbandono e separazione da parte di lei per presunto adulterio da parte di lui). Dieci anni dopo, un'intera serie di bibbie disegnate da un artista sconosciuto satirizzò oscenamente il rapporto tra Wallis Simpson e l'allora sovrano britannico Edoardo VIII, noti per la loro storia sentimentale che portò alla tanto chiacchierata abdicazione al trono del re per via di contrasti con la famiglia reale sulle origini non aristocratiche, da pluridivorziata e sospetta arrampicatrice sociale della Simpson. Il personaggio basato sulle celebrità di gran lunga più popolare era Mae West, ma praticamente tutte le principali star di Hollywood dell'epoca erano presenti nelle bibbie di Tijuana, in modo osceno e diffamatorio.
Un popolare personaggio dei fumetti come Tillie o Blondie potrebbe apparire in ben 40 di questi eight-pagers, disegnato da dieci artisti differenti. Un'intera serie di dieci bibbie disegnate da Mr. Prolific era basata su famosi gangster; "Legs" Diamond, Al Capone e "Machine Gun" Kelly erano presenti, mentre l'artista che lavorava con lo pseudonimo di "Elmer Zilch" ha disegnato una serie di otto fumetti su pugili famosi come Jack Dempsey. Un'altra serie di dieci bibbie disegnate da Prolific comprendeva stelle della radio, tra cui Joe Penner e Kate Smith. Blackjack ha disegnato una serie di dieci fumetti usando i personaggi del film Disney Biancaneve e i sette nani, con ciascuno dei sette nani protagonista del suo fumetto vietato ai minori a lui intitolato.
Oltre ai personaggi dei fumetti e alle celebrità, molte bibbie presentavano personaggi di supporto stereotipati e senza nome come tassisti, vigili del fuoco, venditori ambulanti (e figlie di contadini), uomini del ghiaccio, cameriere e simili. Pochissimi personaggi originali ricorrenti furono creati espressamente per le bibbie; "The Fuller Brush Man" ("L'uomo della Fuller Brush Company") di Mr. Prolific era uno di questi, in cui un venditore porta a porta di nome Ted ha partecipato in una serie di dieci avventure a episodi di otto pagine. Per molti collezionisti, questa serie era l'epitome del genere sulle bibbie di Tijuana.

### Produzione
Il formato delle dieci serie di volumetti era dettato dai limiti dell'attrezzatura di stampa utilizzata per stampare le bibbie, il che rendeva conveniente stampare una serie di dieci titoli alla volta, affiancati su un grande foglio che veniva poi tagliato a strisce, a loro volta fascicolate, piegate e pinzate. In genere, ogni due mesi veniva pubblicato un nuovo set di dieci volumetti, tutti disegnati dallo stesso artista, con dieci personaggi dei cartoni animati o celebrità. Per diversi mesi nel 1935, Elmer Zilch e i suoi editori sperimentarono un formato di dieci pagine, pubblicato con copertine bicolore in quattro serie di otto volumi, più una serie di dieci volumi (la serie "Salesman", ovvero del "Commesso viaggiatore") nel formato di otto pagine. Ogni pannello di queste serie era circondato da un intricato bordo arabescato inciso, forse inteso come una sorta di dispositivo anticontraffazione poiché era difficile da riprodurre, e le serie divennero note ai collezionisti come le serie "Ornate Borders" ("dai bordi ornati"). Solo 42 bibbie sono note ai collezionisti per essere state pubblicate in questo stile e la maggior parte di esse fu presto ristampata in versioni troncate di otto pagine. Spesso le due pagine aggiunte erano semplicemente dei pannelli riempitivi disegnati da Zilch.
Oltre alle eight pagers, c'erano anche le più costose "16 pagers", stampate in un formato di impaginazione più grande con il doppio delle pagine, e solitamente disegnate con maggiore attenzione e stampate meglio. Queste erano costose e meno comuni delle eight pagers, ma mostravano le opere migliori degli artisti.
Negli anni '30 molte delle prime bibbie portavano marchi e indirizzi fasulli di società inesistenti come "London Press", "La France Publishing" e "Tobasco Publishing Co.", con queste che si presumeva avessero sede rispettivamente a Londra, Parigi e L'Avana. La serie popolare che utilizzava il marchio "Tobasco" è rimasta in circolo nel mercato clandestino per un paio d'anni e ha anche stampato un certo numero di libri di lettura di narrativa erotica delle dimensioni di un opuscolo, oltre a circa 60 titoli di bibbie di Tijuana, molti dei quali originali.
Milioni di bibbie di Tijuana furono stampate e vendute negli anni '30, il periodo di massimo splendore delle bibbie. Ma il numero di nuovi titoli di bibbie di Tijuana prodotti ebbe un crollo all'inizio della seconda guerra mondiale e l'industria non si riprese mai. I fattori del declino delle bibbie di Tijuana in quel momento potrebbero aver incluso le incursioni della polizia e il ritiro di Doc Rankin, che fu chiamato alla leva militare all'inizio della guerra, insieme alla carenza di carta e materiale per la stampa in tempo di guerra. Le lastre di stampa delle bibbie più vecchie furono consumate durante le ristampe continue fino a quando non furono quasi cancellate, e le lastre originali perse nelle incursioni di polizia dovettero essere sostituite con nuove lastre grossolanamente ritagliate da incisori dilettanti poco e/o nient'affatto addestrati. La qualità delle bibbie di Tijuana disponibili sul mercato ha sofferto e i prezzi sono diminuiti con il crollo delle vendite.
L'artista e storico di fumetti Art Spiegelman osserva che non sembrano esistere registrazioni di procedimenti giudiziari contro editori e artisti per aver realizzato bibbie di Tijuana; il fumettista ha aggiunto, tuttavia, che le autorità occasionalmente hanno sequestrato spedizioni e arrestato persone che vendevano bibbie di Tijuana. Secondo Spiegelman, non è chiaro se i piccoli business familiari (mom-and-pop) o se la criminalità organizzata abbiano creato questi libri di lettura volgari. I vecchi articoli di cronaca nera sembrano indicare che la maggior parte delle bibbie fosse il prodotto di un gruppo piuttosto piccolo di piccoli imprenditori indipendenti con le proprie macchine da stampa, che invariabilmente si ripresentavano in una nuova sede dopo che un'incursione della polizia aveva chiuso le loro attività. Questi uomini d'affari producevano una varietà di prodotti pornografici, tra cui carte da gioco pornografiche, biglietti di auguri scherzosi e bobine di film, e creavano le proprie reti di distribuzione clandestina negli Stati Uniti.
Quando l'attività fu ripresa dopo la guerra, la qualità delle nuove bibbie era scadente: sia mal disegnate che stampate male. Erano dilettantistiche e puerili rispetto al lavoro di un decennio prima. Mr. Dyslexic, il principale artista del dopoguerra, possedeva una quasi sbalorditiva mancanza di talento nel disegno, pari solo al suo cattivo gusto e all'ignoranza della lingua inglese. La sua opera più nota, "Travelling Preacher" ("Il predicatore vagante"), è una lunga e laboriosa rivisitazione di un romanzo di Erskine Caldwell (Il predicatore vagante appunto, Journeyman in originale), che Mr. Dyslexic ha poi riconosciuto rendendo Caldwell stesso la star di un'altra scabrosa bibbia di Tijuana ("Erskine Caldwell in 'Grandpa's Revenge", cioè "Erskine Caldwell ne 'La vendetta del nonno'").
Furono fatti anche alcuni tentativi di serializzazione, in particolare con le storie di "The Fuller Brush Man". Durante le indagini del racket del Senato degli anni '50, a un uomo d'affari di New York di nome Abe Rubin fu chiesto se ci fosse del vero nella voce (ascoltata da un luogotenente della polizia di Chicago) secondo cui una volta era stato il tipografo e il distributore originale della serie "The Fuller Brush Man". Le storie di "The Fuller Brush Man" creavano un debole tentativo di continuity (ad esempio, "La settimana successiva sono stato mandato a Tallahassee" o alcune frasi simili all'inizio di ogni volumetto), ma ogni storia di otto vignette era a sé stante. Le uniche vere storie seriali raccontate nel formato di eight-pagers erano tre racconti di Blackjack, con personaggi originali chiamati Fifi, Maizie e Tessie, in racconti in cui ciascuno si concludeva con un "To be continued" e che si estendevano attraverso tre o quattro volumetti ciascuno prima di concludersi definitivamente.

### Artisti
Poco si sa degli artisti anonimi che hanno prodotto le bibbie di Tijuana. Wesley Morse (che in seguito disegnò Bazooka Joe) disegnò molte di quelle che apparvero poco prima della seconda guerra mondiale, in particolare circa una dozzina di titoli ispirati alla Fiera Mondiale di New York del 1939. Morse è stato l'unico grande artista di bibbie di Tijuana che non ha parodiato i fumetti dei giornali, preferendo creare i propri personaggi. Su un certo numero di volumi è stato affermato che il fumettista freelance Doc Rankin era il creatore di centinaia di bibbie di Tijuana negli anni '30, anche se questo non è stato dimostrato. Gershon Legman, noto critico culturale dell'erotismo, della sessualità e della pornografia dell'epoca, era in giro per il commercio di libri erotici a New York negli anni '30, e affermò che Rankin veniva pagato 35 dollari settimanalmente per produrre due eight pagers, consegnando il lavoro a Louis Shomer, una polemica personalità del commercio di libri ed editore di una linea di libri di barzellette a buon mercato, oggi ricordato principalmente per aver testimoniato contro Ben Rebhuhn al processo per pornografia di Falstaff Press e come autore di un manuale di tip tap. Durante la seconda guerra mondiale, con la produzione dei nuovi titoli di bibbie di Tijuana interrotta, Shomer impiegò Wesley Morse per produrre centinaia di fumetti, illustrazioni, copertine e pubblicità non firmati e non accreditati per la sua linea di libri di barzellette per mezzo della sua attività editoriale, la Larch Publications.
Oltre alla sua identificazione su Rankin, Legman ha anche affermato di sapere che uno dei maggiori artisti di bibbie di Tijuana era una donna. Un memorandum dell'FBI declassificato dei primi anni '40 conferma che sapevano che uno degli artisti principali era una donna, ma il nome dell'artista è stato omesso dal documento. È probabile che l'artista a cui si fa riferimento fosse Blackjack, che non è mai stato identificata con certezza, ma potrebbe essere stata una conoscente di Legman, l'illustratrice erotica Clara Tice. Blackjack ha attinto alle riviste sulle star del cinema, sia per spunti narrativi che come riferimento visivo, per titoli come "William Powell and Myrna Loy in 'Nuts to Will Hays!' " ("William Powell e Myrna Loy in 'Beccati questa, Will Hays!' "), e ha seguito da vicino le trame dei rotocalchi a fumetti e li ha satirizzati: trama e personaggi di "Annie and Rose in 'Doughnut Girls Fill Up the Holes!' " ("Annie e Rose in 'Le ragazze delle ciambelle farciscono i buchi!' ") si inserisce perfettamente nell'arco narrativo del 1938 in cui la piccola orfana Annie e la sua amica adulta Rose Chance (dal fumetto Little Orphan Annie) cercarono di sconfiggere il periodo della Grande depressione avviando un'attività di produzione di ciambelle. Le due bibbie di Tijuana con il baseball come tematica, sempre di Blackjack, con Joe DiMaggio, Lou Gehrig e Lefty Gomez della squadra dei New York Yankees come protagonisti, mostrano una buona consapevolezza degli ultimi pettegolezzi scandalistici sulla vita amorosa degli Yankees fin dall'allenamento primaverile del 1937, sebbene l'abbinamento di Lou Gehrig con Mae West sembra essere una pura invenzione dell'immaginazione di Blackjack.
I collezionisti hanno assegnato nomi a diversi artisti anonimi con stili riconoscibili: "Mr. Prolific" è stato il creatore della serie "The Adventures of a Fuller Brush Man" ("Le avventure dell'uomo della Fuller Brush Company""), e maestro di uno stile di inchiostrazione a penna d'acciaio sicura ed elegante. "Mr. Dyslexic" era un artista apparentemente goffo e semi-alfabetizzato che ha prodotto numerosi titoli nel dopoguerra, alcuni con contenuto politico (ad esempio, il senatore Robert Taft che rompe uno sciopero dormendo con le mogli dei membri del sindacato). "Blackjack" era un artista attivo intorno al 1938 il cui lavoro spesso raffigurava rapporti sessuali immaginari di famose star del cinema di Hollywood, i suoi disegni riconoscibili con grandi aree nere solide e talvolta simili a stampe di blocchi di linoleum. Il nome "Elmer Zilch" appare su un certo numero di bibbie apparse intorno al 1934. Zilch è stato uno dei primi e arguti creatori della metà degli anni '30, rivaleggiando con Mr. Prolific per talento, popolarità e produttività, e si sospetta potrebbe essere stato l'alias di Doc Rankin. Rankin aveva uno studio nel centro di Manhattan, direttamente di fronte al grande magazzino Macy's, dove produceva disegni commerciali su commissione, quindi c'era la possibilità che fossero coinvolti degli assistenti.
I commentatori hanno affermato di discernere gli stili da una dozzina a venti artisti che hanno prodotto 10 o più bibbie durante il loro periodo di massimo splendore, con gli artisti più produttivi (Mr. Prolific ed Elmer Zilch) che disegnarono dai 150 ai 200 titoli ciascuno; seguiti dalle pubblicazioni di Wesley Morse, di Blackjack e di Mr. Dyslexic, che ne hanno prodotti circa la metà ciascuno. Questi cinque artisti potrebbero aver disegnato la metà di tutte le bibbie di Tijuana mai realizzate. C'erano anche due artisti anonimi negli anni '50 che disegnarono ciascuno dai 60 agli 80 titoli prodotti a buon mercato, venduti per 10 centesimi l'uno a una clientela che presumibilmente era composta in gran parte da ragazzi delle scuole superiori. Queste serie di bibbie dell'ultimo periodo includevano titoli come "Bellhop Kicks Dog" ("Il fattorino scalcia-cani") e un certo numero di fumetti a tema "Archie Comics".
Alcuni osservatori ritengono che Mr. Prolific ed Elmer Zilch possano anche essere stati lo stesso artista che lavorava in due stili diversi per variare la sua produzione e prolungare la sua durata. Il sottotitolo "Elmer Zilch" appare su un certo numero di bibbie di Tijuana che evidentemente sono arrivate sul mercato nel 1934 e nel 1935, e l'inconfondibile stile cartoon "piedone" dello stesso artista può essere visto in molte altre. Il nome "Elmer Zilch" si riferiva a un personaggio immaginario, la mascotte della rivista umoristica Ballyhoo.
Il numero totale di storie distinte prodotte è sconosciuto, ma è stato stimato da Art Spiegelman tra le 700 e le 1.000. Queste sono state ristampate all'infinito, ridisegnate, rinominate e piratate, con copie di "ennesima generazione" quasi illeggibili in circolazione decenni dopo la prima pubblicazione degli originali. La maggior parte delle vecchie bibbie di Tijuana viste oggi sono ristampe risalenti agli anni '50.

## Storia

### Distribuzione
All'inizio, le bibbie di Tijuana potevano essere spedite alla rinfusa in tutto il Paese attraverso uffici commerciali espressi, di solito la società Railway Express Agency. Era un grave reato inviarle tramite posta statunitense. Un commerciante di vendite per corrispondenza fu condannato a 5 anni a Fort Leavenworth nel 1932 per aver semplicemente sollecitato ordini dai suoi clienti tramite la posta statunitense (a un dollaro per bibbia: "Queste non sono il tipo economico"), anche se garantiva di spedirli tramite corriere espresso commerciale. Quando venivano usate le poste, venivano usati schemi complessi per ingannare gli ispettori postali, coinvolgendo l'inoltro della posta, caselle postali monouso e indirizzi inesistenti. Tuttavia, l'alto tasso di successo delle autorità postali nel sconfiggere questi schemi è la ragione principale per cui le bibbie erano generalmente vendute localmente piuttosto che tramite posta. Quando un venditore veniva arrestato e perseguito per aver violato un'ordinanza locale, le sanzioni erano di gran lunga inferiori rispetto a quelle previste da un reato federale; di solito un venditore se la cavava con una condanna a 30 giorni, una multa di 100 $ o la libertà vigilata dopo un arresto locale, almeno al primo reato.
Le bibbie di Tijuana venivano vendute sottobanco per 25 centesimi nei luoghi in cui gli uomini si riunivano: bar, piste da bowling, garage, negozi di automobili, tabaccherie, barbieri, case di burlesque e studi di tatuaggi. Un commentatore ricorda:
Il facile accesso alla spedizione commerciale fu improvvisamente interrotto a metà degli anni '30, quindi i produttori iniziarono a trasportare i prodotti stessi in vari depositi clandestini in tutto il Paese in auto e furgoni, approfittando di una scappatoia che lo rendeva non un crimine federale (a quel tempo) portare la pornografia attraverso i confini di Stato in un veicolo privato. Le piccole dimensioni delle bibbie le rendevano facili da trasportare; 50.000 bibbie potrebbero stare nel bagagliaio di un'auto. I centri di distribuzione clandestini erano situati in scantinati, loft e garage nei vicoli in una catena di grandi città sull'asse est-ovest da New York a Kansas City, seguendo vagamente il percorso della vecchia strada nazionale e in generale evitando il Sud e il New England, che erano considerati luoghi pericolosi per via degli arresti per pornografia (la Scollay Square di Boston, tuttavia, era un luogo noto in cui le bibbie di Tijuana potevano essere prontamente acquistate in squallidi negozi di novità bucoliche frequentati da marinai in licenza). Gli affari venivano sempre fatti esclusivamente in contanti, con sconti generosi per acquisti all'ingrosso ai distributori locali che poi le hanno rivendute ai venditori al dettaglio. I distributori locali non erano membri dei sindacati del crimine organizzato, ma piccoli uomini d'affari squallidi in un'attività illegale del mercato nero. Gli stessi venditori gestivano anche preservativi economici e fuori marchio del mercato nero. Il "territorio" di un distributore potrebbe essere una grande città, diverse contee o un intero Stato, con i confini territoriali assegnati dai distributori nazionali, che regolava le cose limitando la quantità di merce consegnata a ciascun distributore locale alla quantità che poteva essere prontamente venduta all'interno del suo (o in almeno in un caso, gestito da una donna) territorio assegnato.

### Sequestri di polizia
Nel 1930 la vendita di due bibbie di Tijuana per 25 centesimi l'una, presso il negozio di un barbiere nel sonnolento paesino di montagna di Dover, New York, fu una notizia in prima pagina. L'affare era stato scoperto quando una giovane zia, esaminando gli abiti del nipote diciassettenne per prepararli per il bucato, ha scoperto le bibbie nella tasca posteriore dei suoi jeans e ha informato la polizia. Il barbiere colpevole incolpò un misterioso sconosciuto di Poughkeepsie che gli aveva fornito la merce (mai identificato, ma forse trattasi di Abe Rubin, un pioniere nella distribuzione di bibbie di Tijuana, che fu arrestato nel vicino villaggio di Wingdale nel 1932). Una delle due bibbie vendute a Dover è stata identificata come "The Old Man Steps Out" ("Il vecchio a spasso"), un titolo su Maggie e Jiggs successivamente ristampato da Tobasco.
Il primo arresto conosciuto per una bibbia di Tijuana avvenne a Terre Haute nel 1926, quando un deposito di bibbie fu scoperto nell'armadietto della scuola di uno studente alla Wiley High School. La polizia ha fatto risalire la fonte a un redattore di un giornale locale molto rispettato di nome Charles Jewett (caporedattore di "Terre Haute Star") e a suo figlio, un tipografo. Un'accusa federale fu anche mossa contro di loro perché alcune bibbie erano state spedite attraverso i confini di stato a Rochester, in Minnesota, sede della Mayo Clinic, dove Cap'n Billy's Whiz Bang, il principale sbocco americano per l'umorismo spudorato, si dice che abbia avuto il suo inizio alcuni anni prima, quando un foglio di battute rischiose passò in giro tra i soldati convalescenti.
 Charles Jewett è stato condannato a sei mesi in una workhouse statale, e padre e figlio hanno lasciato Terre Haute in seguito. Non si sa oggi quali bibbie in particolare fossero coinvolte, ma le prime bibbie a volte sono datate al 1925, in particolare le prime storie di "Tillie e Mac" e di "Maggie e Jiggs" che all'epoca furono pubblicate senza copertina o titolo, e non erano sempre otto pagine di lunghezza. L'Istituto Kinsey ha in suo possesso una delle prime storie di Tillie e Mac che coinvolge Mac che trova un preservativo usato nel cestino della spazzatura di Tillie ("Mi chiedevo dove fosse finito", dice brillantemente), che ha la notazione di un archivista ("Prima volta a Oklahoma, 1926").
Nelle rare occasioni in cui le bibbie di Tijuana venivano menzionate dalla stampa, di solito erano descritte vagamente e senza identificare i dettagli se non come "libri a fumetti", un termine ambiguo che potrebbe facilmente riferirsi a raccolte autorizzate di strisce di giornali ristampate in formato libro da parte di compagnie editoriali come Cupples & Leon. La gente ordinava "fumetti" dagli annunci misteriosi e dalle parole ambigue che apparivano nelle ultime pagine della National Police Gazette a partire dalla fine degli anni '20, ma non aveva modo di sapere quali avrebbero ricevuto. A volte si consigliava agli acquirenti di "dichiarare esplicitamente ciò che si desidera". Se una notizia riguardava un'irruzione della polizia, potrebbe essere utilizzato un aggettivo chiarificatore, come "indecente", "lascivo" o "osceno", come nel seguente articolo del 1930 su un arresto nel centro di Manhattan:
La scala su cui sono state prodotte le bibbie di Tijuana può essere misurata dai grandi cali annunciati nei sequestri di polizia. Otto milioni di bibbie sono state segnalate e sequestrate nel novembre 1942 in un raid da parte dell'agente dell'FBI Percy E. Foxworth e i suoi uomini su un magazzino di New York e un impianto di stampa nel South Bronx. I piccoli uomini d'affari Jacob e David Brotman furono arrestati in quel raid, insieme a diversi collaboratori. La maggior parte delle bibbie di Tijuana in circolazione nel paese veniva stampata in questo loft con una macchina da stampa Babcock. Il contratto di locazione del loft di 2250 piedi quadrati era stato stipulato un anno prima dal cognato dei Brotman, che era loro socio in una pista da bowling situata a Manhattan sotto il Ponte George Washington.
Secondo l'FBI, quattro tonnellate di materiale erano pronte per essere spedite in tutto il paese e sette tonnellate erano già uscite e venivano radunate nei centri di distribuzione regionali a Baltimora, Pittsburgh, Cleveland/Akron, Indianapolis e Kansas City. Jacob Brotman è stato identificato come uno dei principali responsabili nel commercio delle bibbie di Tijuana nella Bookleggers and Smuthound di Jay Gertzman, ed era stato precedentemente arrestato in un raid simile in un loft del Lower East Side come riportato nei giornali di New York nel 1936, che ha prodotto una grande quantità di bibbie, "libri di lettura" di narrativa erotica, carte da gioco pornografiche e foto di nudo, insieme ad attrezzature da taglio e rilegatura e a una costosa macchina da stampa moderna che però la polizia non ha potuto confiscare perché si è rivelata presa in affitto. L'azienda aveva operato sotto le mentite spoglie di una produttrice di carte da gioco.
Durante l'Esposizione Universale del 1939, gli uomini che vendevano opuscoli pornografici a metà strada alla fiera furono trascinati in un magazzino vicino al Brooklyn Navy Yard dove David Brotman e Ben Reisberg (che fu poi arrestato di nuovo con Louis Shomer in Virginia) furono arrestati ed è stato sequestrato un deposito di 350.000 articoli stampati e foto e 50.000 preservativi, insieme a lastre da stampa.
I collezionisti hanno stimato che in questo periodo sarebbero state prodotte fino a 50.000 copie di un singolo titolo e distribuite in tutto il Paese attraverso una rete clandestina di distributori locali e regionali indipendenti, molti dei quali ex contrabbandieri. Un distributore locale come Andrew Hepler nella Virginia Settentrionale o Frank Lang a Pittsburgh normalmente li comprava in lotti di 20.000 o più non appena il nuovo prodotto diventava disponibile (tipicamente 10 o 20 nuovi titoli), divideva la spedizione in pacchetti di circa 100 bibbie e guidava per il territorio di distribuzione lasciandoli alle sale da biliardo, alle stazioni del gas, ai barbieri e alle taverne. Se il distributore non ha attraversato il confine di stato durante il suo giro, sarebbe stato molto difficile accusarlo (o accusarla, in alcuni casi) di un reato federale, sebbene nel caso Hepler le autorità potessero condannarlo a cinque anni nel penitenziario di Atlanta, non per aver distribuito materiale pornografico, ma con l'accusa di aver ingannato il suo socio in affari sui proventi.
A New York, le incursioni della polizia sull'attività sono state effettuate a intervalli per decenni, di solito su istigazione di John S. Sumner e della New York Society for the Suppression of Vice, che hanno osservato da vicino il commercio di pornografia in città durante gli anni della sua esistenza. A Boston, questa funzione è stata svolta dalla Watch and Ward Society, che ha scambiato informazioni con l'organizzazione di Sumner a New York per coordinare i loro sforzi. C'era anche un gruppo simile a Chicago, l'Illinois Vigilance Association guidata dal reverendo Philip Yarrow; mentre a Filadelfia l'energica reverenda Mary Hubbert Ellis, una ministra della chiesa metodista primitiva, riunì una coalizione ad hoc e terrorizzò l'industria locale dell'oscenità con una serie di incursioni per due anni finché i suoi nemici e i loro avvocati furono finalmente in grado di ribaltare la situazione e a costringerla a lasciare la città dopo che lei accettò una donazione di 100 dollari da uno dei distributori in cambio di una mancata irruzione nei suoi locali. Mr. Prolific prende in giro questi nemici in una delle sue bibbie, sotto forma di un tutore della morale pubblica chiamato "Smuthound" che becca Betty Boop mentre è impegnata a fare sesso con un bagnino sulla spiaggia ("Betty Boop in 'Improvising' ", ovvero "Betty Boop in 'Improvvisare' ").
L'FBI ha monitorato il commercio di bibbie di Tijuana, ma raramente ha effettuato arresti. Un grande archivio di esemplari di bibbie è stato mantenuto presso la sede dell'FBI, che alla fine comprendeva oltre 5.000 pezzi, allo scopo di rintracciare stampatori e distributori. Come risultato delle incursioni del 1942, l'FBI entrò in possesso di migliaia di lastre da stampa incise usate per stampare le bibbie originali; queste hanno raccolto polvere in un armadietto presso la sede dell'FBI per anni in attesa di una decisione finale sulla loro distruzione.

## Riferimenti culturali

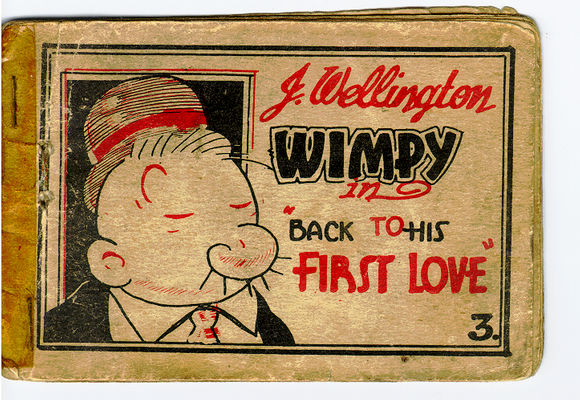
La copertina di una tipica bibbia di Tijuana, "J Wellington Wimpy in 'Back To His First Love' " ("Poldo in 'Ritorno al suo primo amore' "). Questa presenta Poldo Sbaffini (in inglese J. Wellington Wimpy), comprimario di Braccio di Ferro, come protagonista, ed è disegnata nello stile dell'anonimo "Mr. Prolific".

In un certo senso, le bibbie di Tijuana furono il primo fumetto underground. Presentavano materiale originale in un momento in cui i fumetti americani legittimi stavano ancora ristampando le strisce dei giornali. Dopo la seconda guerra mondiale, sia la qualità che la popolarità delle bibbie di Tijuana sono calate.

### Fumetti
- Il fumettista canadese Joe Shuster ha disegnato illustrazioni simili alle bibbie di Tijuana per una serie a fumetti erotica underground a tema bondage chiamata Nights of Horror nei primi anni '50. I suoi personaggi maschili ricordano fortemente il suo Superman, e alcuni dei suoi personaggi femminili assomigliano alla sua Lois Lane. Migliaia di copie di Nights of Horror sono state sequestrate durante un raid della polizia in una libreria di Times Square, ma il nome di Shuster non è venuto alla luce nell'accusa che ne seguì[37][38].
- L'editore statunitense e fondatore della celebre rivista erotica Playboy Hugh Hefner in gioventù disegnò sperimentalmente diverse bibbie di Tijuana come campioni per una serie progettata che non fu mai pubblicata, quando era un fumettista in difficoltà a Chicago nei primi anni '50, più o meno nello stesso periodo in cui pubblicò il suo libro di fumetti auto-pubblicato That Toddlin 'Town[39].
- Il fumettista statunitense Will Eisner ritrae delle bibbie di Tijuana nelle prime pagine del suo fumetto Il sognatore (1985), anche se non viene mostrato nulla di esplicito. Il suo protagonista Billy è un giovane artista in cerca di lavoro a cui viene offerto il compito di illustrarle da uno stampatore e un mafioso. È scioccato e infuriato e chiede se sono legali. La vignetta serve a focalizzare il conflitto tra il sogno del personaggio e la realtà, ma anche tra la produzione dei fumetti legittima e quella illecita. Sconsolato, Billy dice che ci penserà su[40]. Il tema ricorda un episodio di vita reale descritto da Eisner in cui un losco uomo d'affari di Brooklyn gli chiese di disegnare per delle pubblicazioni simili al prezzo di 3 $ a pagina, che all'epoca erano un buon prezzo.
- All'inizio della graphic novel Watchmen (1986-1987) di Alan Moore, l'attuale Spettro di Seta (Laurie Juspeczyk) fa visita a sua madre (l'originale Spettro di Seta, Sally Jupiter) in una casa di riposo californiana e legge brevemente una bibbia di Tijuana che ritrae quest'ultima[41]. Sally lo trova lusinghiero e lo conserva come memoria del suo passato di sex symbol, ma Laurie trova il fumetto osceno. La stessa bibbia di Tijuana viene successivamente regalata al secondo Gufo Notturno (Daniel Dreiberg), dato che oramai è divenuta un oggetto da collezione e anche perché Daniel, in quanto grande fan di Spettro di Seta, in passato aveva posseduto di una copia di questa bibbia.
- Nella graphic novel del 2007 La Lega degli Straordinari Gentlemen - Black Dossier scritta da Alan Moore e disegnata da Kevin O'Neill, il Dossier del titolo contiene una finta bibbia di Tijuana (in realtà stampata su carta da giornale economica e inclusa nel libro[42]) che, nel contesto della storia, è stata pubblicata da una sottosezione del Ministero della Verità dal governo del Grande Fratello (personaggio del romanzo 1984 di George Orwell), soprannominato Pornsec in neolingua (Pornsez nell'adattamento italiano del romanzo). La bibbia ritrae un operaio che, preso da impulsi carnali, commette psicoreato in pubblico copulando con una sua compagna operaia (Jane, rigida, priva di emozioni come un automa e fedele al Grande Fratello) lungo il nastro di una catena di montaggio di oggetti dalle forme falliche e mammarie, finendo poi da lei denunciato (ma già colto in flagrante) e arrestato dalla Psicopolizia, per poi essere sottoposto alla tortura del lavaggio del cervello tramite il casco di ratti nella Stanza 101 del Ministero dell'Amore (la stessa tortura subita dal protagonista del romanzo originale, Winston Smith), mentre Jane pratica una fellatio all'agente.
- Durante Year Six (2007) del webcomic Something Positive, il protagonista Davan MacIntire scopre che l'uomo da cui prende il nome, un cugino di suo nonno, aveva lavorato come scrittore/artista di bibbie di Tijuana alla fine degli anni '30. Randy Milholland, il creatore di Something Positive, ha poi creato una serie spin-off chiamata Something Positive 1937[43] per raccontare la storia del primo Davan.
- Nel 2008, i fumettisti statunitensi Ethan Persoff e Scott Marshall hanno creato una finta bibbia di Tijuana di otto pagine che satirizzava il presidente George W. Bush e l'aspettativa presidenziale John McCain, intitolata "Obliging Lady" ("Signora d'obbligo")[44]. Il fumetto è stato distribuito alla Convenzione Nazionale Democratica del 2008[45].
- In un numero del 2018 dell'industria dei fumetti dalla feroce satira del fumettista statunitense Howard Chaykin, Hey Kids! Comics!, due disegnatori di fumetti freelance vengono mostrati mentre consegnano furtivamente disegni per le prossime bibbie di Tijuana agli uffici (fittizi) della Tobasco Publishing Co.

### Letteratura
- Il personaggio di Duddy Kravitz, dal romanzo canadese semi-autobiografico del 1959 L'apprendistato di Duddy Kravitz di Mordecai Richler, inizialmente vende bibbie di Tijuana ai suoi compagni di alcune scuole superiori della comunità ebraica, dopo averle acquistate in blocco da un venditore di una edicola di nome Barney che gli assegnò una piccola parte della città come territorio di vendita. Viene a sapere che il giornalaio è stato arrestato e multato, quindi va' nel panico e distrugge tutte le bibbie dandole fuoco alla caldaia. Tra i personaggi e i fumetti ritratti nelle bibbie citate, vi sono Dick Tracy e Tess Truehart (in "Dick Tracy’s Night Out", "La notte brava di Dick Tracy", un pulp di 16 pagine descritto come rozza copia in bianco e nero dell'originale), Li'l Abner e Daisy Mae Scragg (in "Li’I Abner Gets Daisy Mae", "Li'l Abner si fa Daisy Mae"), Terry e la Dragon Lady (nell'omonimo fumetto, "Terry and the Dragon Lady"), Blondie (in "Blondie Plays Strip Poker", "Blondie gioca a strip poker") e Gasoline Alley (in "Gasoline Alley Gang Bang", "Botta di gruppo in Gasoline Alley").
- Il romanzo del 1996 Il miglio verde di Steven King, presenta una scena in cui la guardia Percy Wetmore viene sorpresa a leggere una bibbia di Tijuana con il personaggio immaginario di "Miss Lotta Leadpipe"[46], e da parte di Paul Edgecombe (capo delle guardie e protagonista del romanzo) gli viene chiesto cosa ne penserebbe sua madre di questo materiale.
- Nel romanzo del 2006 Acqua agli elefanti di Sara Gruen, il termine "eight pagers" è menzionato in diversi punti, uno di questi quando Kinko il nano viene sorpreso a masturbarsi dal protagonista Jacob Jankowski mentre legge una bibbia di Tijuana su Braccio di Ferro e Olivia Oyl, con Poldo Sbaffini che fa da guardone.

### Film
- Il film drammatico del 1999 Il miglio verde di Frank Darabont, trasposizione cinematografica dell'omonimo romanzo di King, riprende fedelmente le scene tratte dallo stesso riguardo la bibbia di Tijuana di Percy Wetmore.
- Il film d'azione a tema superoistico del 2009 Watchmen di Zack Snyder, trasposizione cinematografica dell'omonima miniserie a fumetti di Moore e Gibbons, riprende fedelmente le scene tratte dallo stesso riguardo la bibbia di Tijuana di Sally Jupiter (alias Spettro di Seta I).
- Il regista francese Jean-Charles Hue diresse un film drammatico francese-messicano intitolato Tijuana Bible nel 2019 (ma per nulla correlato ai suddetti fumetti underground), con l'attore britannico Paul Anderson nei panni di un ex militare della guerra in Iraq, ora tossicodipendente lasciatosi andare tra le strade pericolose e malfamate di Tijuana.

### Serie TV
- Nel primo episodio della quarta stagione del 1954 della prima serie televisiva Dragnet ("The Big Producer") vedeva il sergente Joe Friday (interpretato da Jack Webb) che interrompe un circolo vizioso in un liceo di Los Angeles che include un adolescente (interpretato da Martin Milner) che vende eight-pagers dal suo armadietto della scuola. Vengono chiamati "libri di scherzi" dal venditore, un ex produttore di film western dai tempi del cinema muto. Gli albi erano mostrati parzialmente in un paio di scene in anonima copertina bianca, semplici materiali di scena privi di rappresentazioni pornografiche. Il termine "bibbia di Tijuana" e le modalità di commercio delle stesse sono state menzionate nel ventesimo episodio della seconda stagione del 1968 della seconda serie televisiva di Dragnet ("The Big Starlet").

### Musica
- La band garage punk inglese The Flaming Stars ha rilasciato, nel luglio del 2000, un album intitolato Tijuana Bible per il mercato giapponese, su Nippon Columbia.